# Спортивні об'єкти на зимових Олімпійських та Паралімпійських іграх 2018

Розташування Олімпійських та Паралімпійських об'єктів

Споруди для зимових Олімпійських і Паралімпійських ігор 2018 переважно розташовані в Пхьончхан, хоча змагання в деяких дисциплінах проходять в інших місцях. Після завершення ігор частину споруд розберуть, а частину реконструюють.

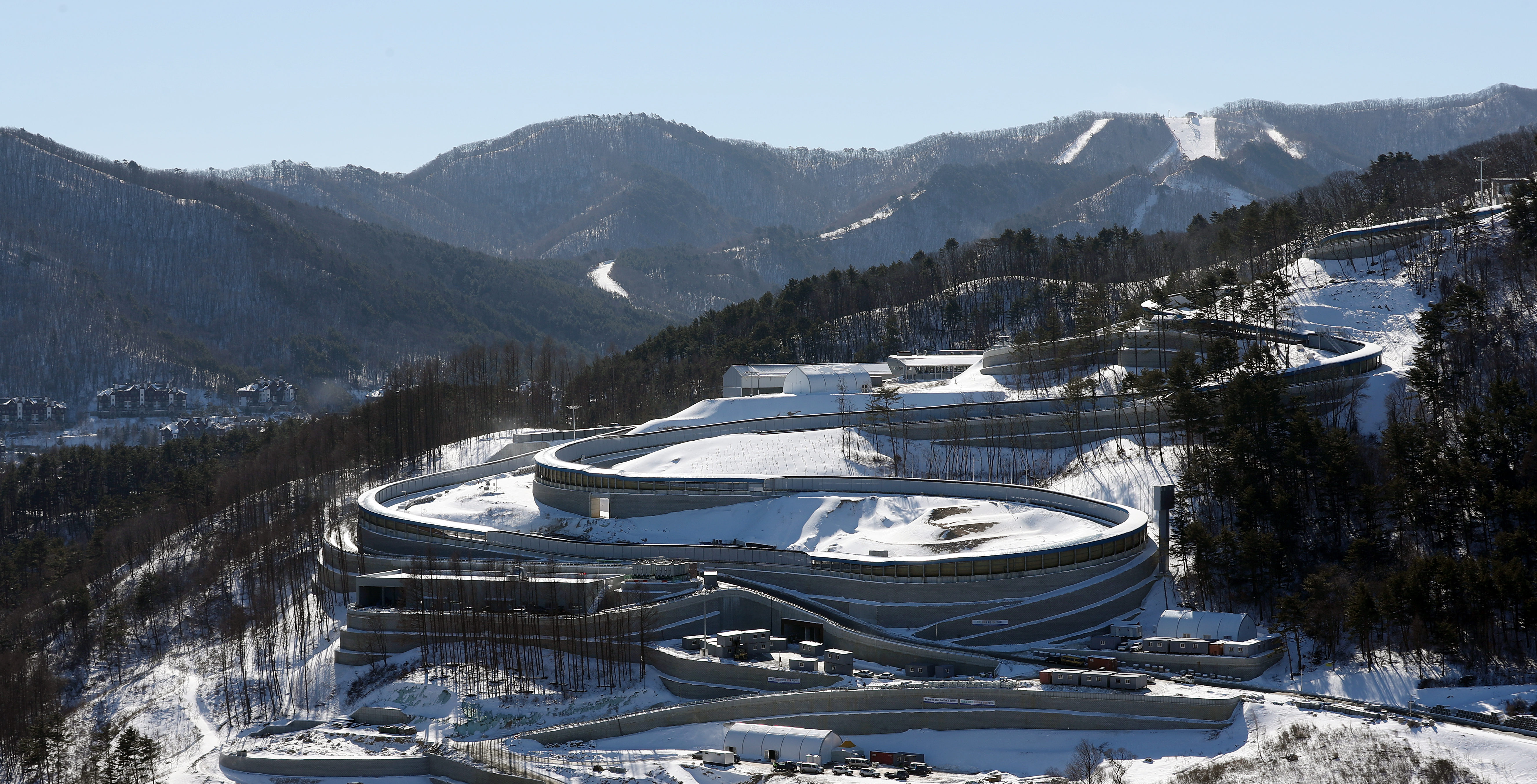
Центр санних видів спорту «Альпензія»

## Пхьончхан

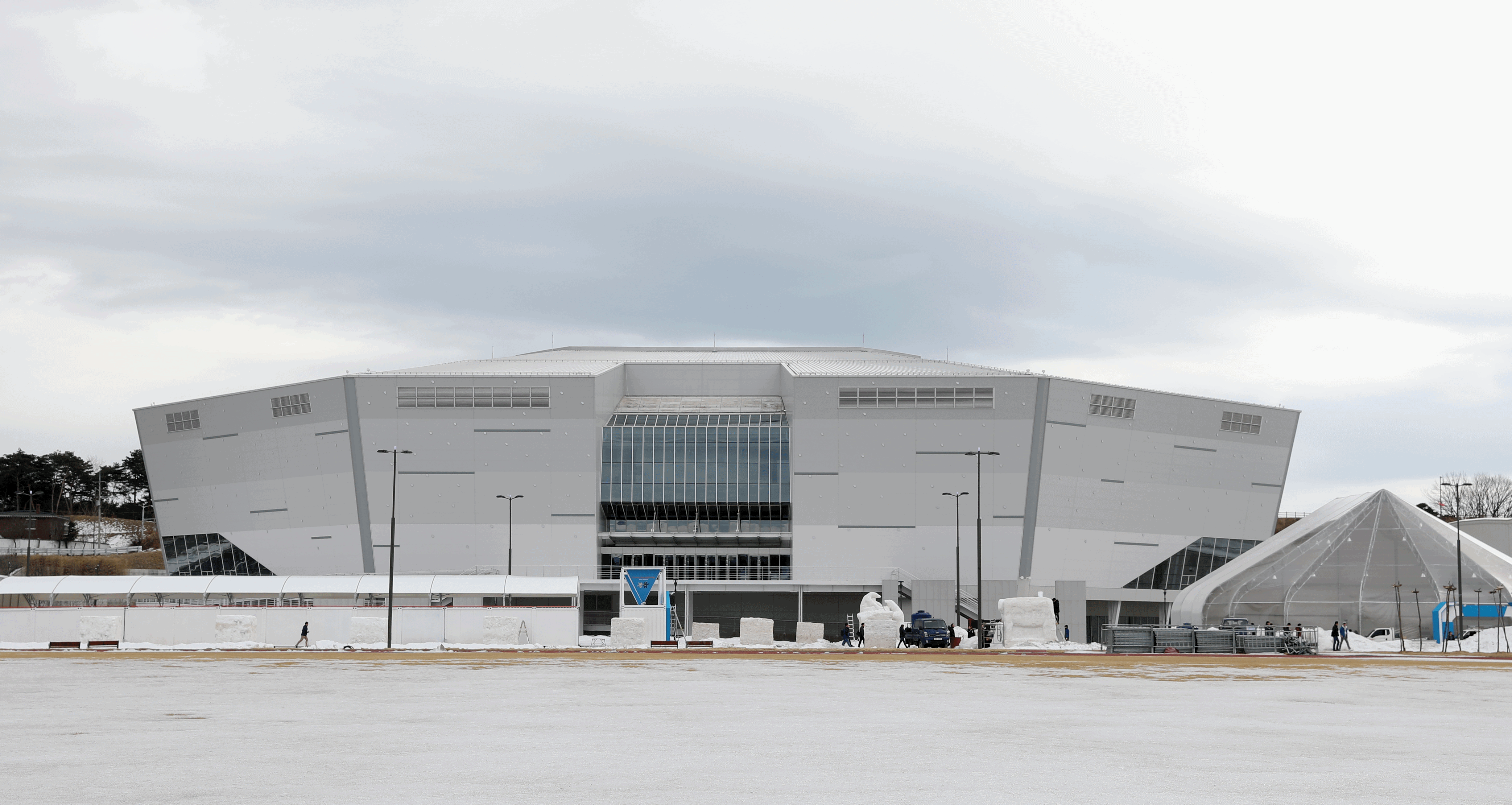
Хокейний центр

- Хокейний центрАльпензія, головне місце проведення Олімпійських ігор 2018 та розташування головного Олімпійського селища.
  - Олімпійський стадіон
  - Парк для стрибків з трампліна «Альпензія»: стрибки з трампліна, двоборство
  - Центр біатлону «Альпензія»: біатлон
  - Лижний центр «Альпензія»: лижні перегони, двоборство
  - Центр санних видів спорту «Альпензія»: бобслей, санний спорт, скелетон (Sliding Centre)
  - Гірськолижна база Йонпхьон: гірськолижний спорт (Yongpyong Alpine Centre)

## Каннин
Прибережний кластер та Олімпійський парк міста Каннин знаходиться недалеко від головного Олімпійського селища.
- - Крита льодова ковзанка: керлінг
  - Союзний хокейний центр: хокей з шайбою
  - Овал Каннин: ковзанярський спорт
  - Льодовий палац Каннин: фігурне катання, шорт-трек
  - Спортивна арена Університету Квандон: хокей з шайбою)

## Окремі локації
- Чунбон: гірськолижний спорт у районі Чонсон
- Бугван Фенікс Парк (Пхьончхан): фрістайл, сноуборд